# 1097 w polityce

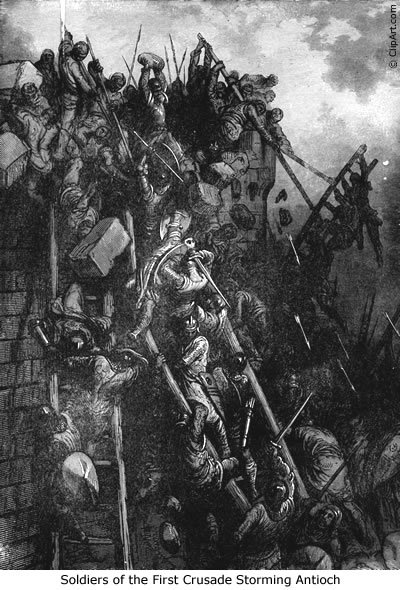
Szturm krzyżowców na mury Antiochii

Wydarzenia polityczne w 1097 roku.

## Wydarzenia
- Bitwa w górach Gvozd pomiędzy siłami chorwackimi i węgierskimi[1].
- 20 października I wyprawa krzyżowa: krzyżowcy przybywają pod Antiochię[2]. Rozpoczyna się ponad półroczne oblężenie miasta, które potrwa do 2 czerwca 1098[2]. Wtedy katolicy wdzierają się do twierdzy i dokonują masowej rzezi mieszkańców[2]. Walki będą jednak kontynuowane do 28 czerwca, kiedy to krzyżowcy, sami okrążeni przez Turków, wydają im walną bitwę i ją zwyciężają[2]. Ciężkozbrojne rycerstwo chrześcijańskie rozbija lekkozbrojną jazdę muzułmanów[2]. Po zwycięstwie Boemund[3] ogłasza się księciem Antiochii[2]. Ogółem krzyżowcy tracą 2000 żołnierzy z ogólnej liczby 30 tysięcy, a Turcy 10 000 z 75 tysięcy walczących[2].
- Brzetysław II wypędził Božetěcha i innych mnichów sprawujących w klasztorze w Sázavie liturgię w obrządku słowiańskim[4].

## Zmarli
- Piotr Svačić, król Chorwacji, ginie w bitwie w górach Gvozd[1].